# مؤشر هيملن
مؤشر هيملن (بالإنجليزية: Hemline index)‏، هي نظرية قدمها البروفيسور والخبير الاقتصادي جورج تايلور في عام 1926.
وتشير النظرية إلى أنه كُلما ازدهر الاقتصاد قصرت تنانير الفتيات وكُلما انخفضت طالت تنانيرهن. في الأوضاع الاقتصادية المزدهرة، نحصل على نتائج مثل التنورات القصيرة (كما كان في العشرينات والستينات)، والعكس في الأوضاع الاقتصادية السيئة، كما يتضح من انهيار وول ستريت عام 1929.
قام ديزموند موريس بإعادة النظر في النظرية في كتابه "Manwatching".